# Martín Zapata Fonseca
Martín E. Zapata Fonseca (Caracas, 18 de agosto de 1966 - Caracas, 3 de septiembre de 2012) fue un sacerdote católico venezolano, rector de la Universidad Católica Santa Rosa.

## Primeros años
Nacido en Caracas, creció en la Parroquia Chacao, estudiando en el Liceo Gustavo Herrera. Una vez que ingresa al Seminario de Caracas comienza demostrando buenas calificaciones y es promovido para hacer estudios superiores en Roma.

## Vida Universitaria
Hizo un Doctorado en Teología en la Pontificia Universidad Javeriana de Bogotá y en la Pontificia Universidad Gregoriana de Roma, Italia, Magíster en Teología en la especialización de Teología Moral, Maestría en la Historia de las Américas, profesor titular en pregrado y postgrado en Teología y Filosofía de la Universidad Católica Santa Rosa (UCSAR). Posteriormente, Martín Zapata fue nombrado rector de la Universidad Católica Santa Rosa a mediados del año 2005. Es desde entonces que comienza a independizarse de la Arquidiócesis de Caracas con la correspondiente polémica jurídica que levantó el caso.

Falleció a causa de un infarto fulminante en Caracas, el 3 de septiembre de 2012.